# Ісаак Брісуела
Ісаак Брісуела (ісп. Isaác Brizuela, нар. 28 серпня 1990, Сан-Хосе) — мексиканський футболіст, нападник клубу «Толука» та національної збірної Мексики.

## Клубна кар'єра
Народився 28 серпня 1990 року в каліфорнійському Сан-Хосе. Вихованець футбольної школи клубу «Атлетіко Мексікенсе». Дорослу футбольну кар'єру розпочав 2007 року в основній команді того ж клубу, в якій провів два сезони, взявши участь у 23 матчах чемпіонату.
Своєю грою за цю команду привернув увагу представників тренерського штабу клубу «Толука», фарм-клубом якого був «Атлетіко Мексікенсе». До складу «Толуки» клубу приєднався 2009 року. Відіграв за команду з Толука-де-Лердо наступні три сезони своєї ігрової кар'єри. Більшість часу, проведеного у складі «Толуки», був основним гравцем атакувальної ланки команди.
Протягом 2012—2013 років захищав на умовах оренди кольори команди клубу «Атлас».
До складу клубу «Толука» повернувся з оренди 2013 року.

## Виступи за збірні
Протягом 2011–2012 років  залучався до складу молодіжної збірної Мексики. На молодіжному рівні зіграв у 6 офіційних матчах.
2013 року дебютував в офіційних матчах у складі національної збірної Мексики. Відтоді провів у формі головної команди країни 5 матчів.

## Титули і досягнення
- Переможець Панамериканських ігор: 2011